# Chanukkia

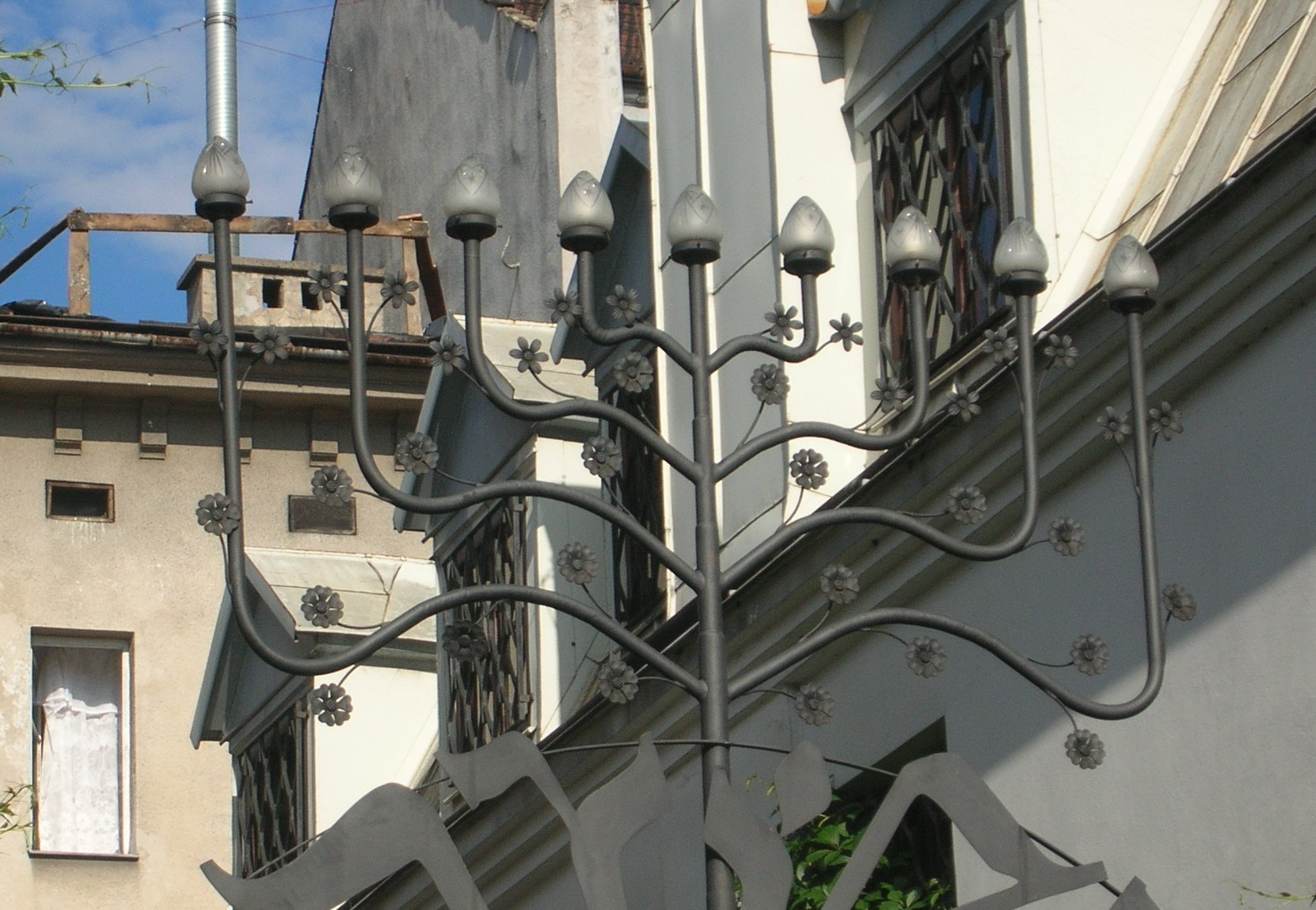
Chanukkia in Kazimierz (Krakau)

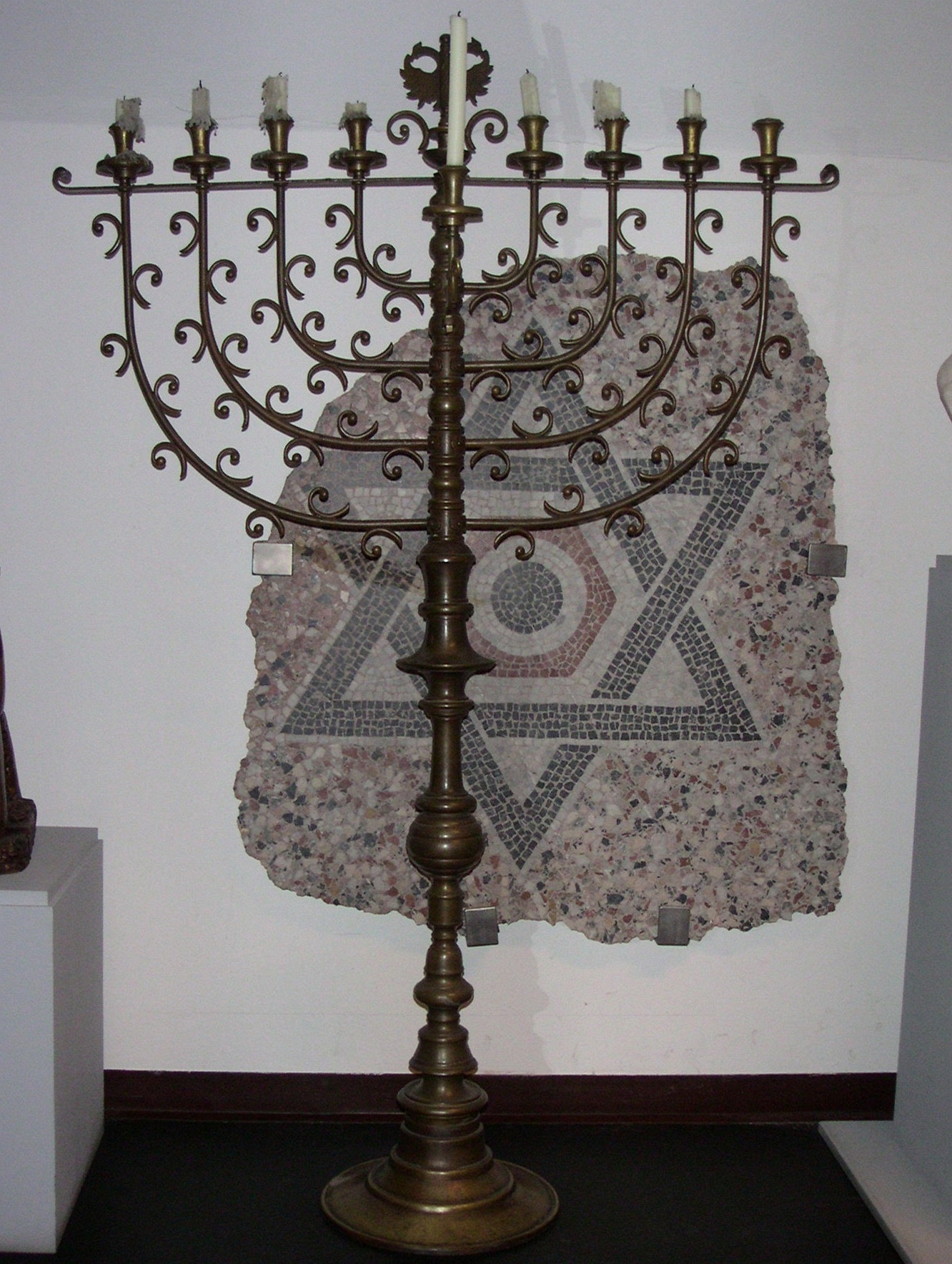
Chanukkia, Jüdisches Museum Wien

Die Chanukkia (hebräisch חַנֻכִּיָּה, auf dem i betont), der Chanukkaleuchter, ist der achtarmige Leuchter mit einem neunten Dienerlicht, dem Schamasch, dessen Kerzen zum jüdischen Chanukkafest entzündet werden. Das Wort Chanukkia schuf Hemda Ben-Jehuda, die zweite Ehefrau von Elieser Ben-Jehuda, dem Erneuerer des Hebräischen, erst im Jahr 1897 in Jerusalem.
Die siebenarmige Menora, der allgemein als Symbol des Judentums bekannte Leuchter, ist nicht identisch mit der Chanukkia.

## Aufbau
Die Chanukkia besitzt acht oder neun Arme oder Lichterhalter, wobei die neunte Halterung für die Kerze in der Mitte als „Diener“ (hebräisch Schamasch) bezeichnet wird. Mit dieser (nicht zählenden) Kerze werden die anderen Kerzen angezündet, nachdem die notwendigen Segen (hebräisch Brachot) gesagt wurden. Neben Kerzen wird oft auch Olivenöl verwendet, wie bei der Menora im ehemaligen Tempel.
In ländlichen Regionen, wo mehrere jüdische Familien unter einem Dach wohnten, waren mehrstöckige beziehungsweise mehrarmige Leuchter mit bis zu 36 Ölwannen verbreitet. So folgten die Gemeinden dem Gebot, dass jeder Familienvater Lichter anzünden soll.

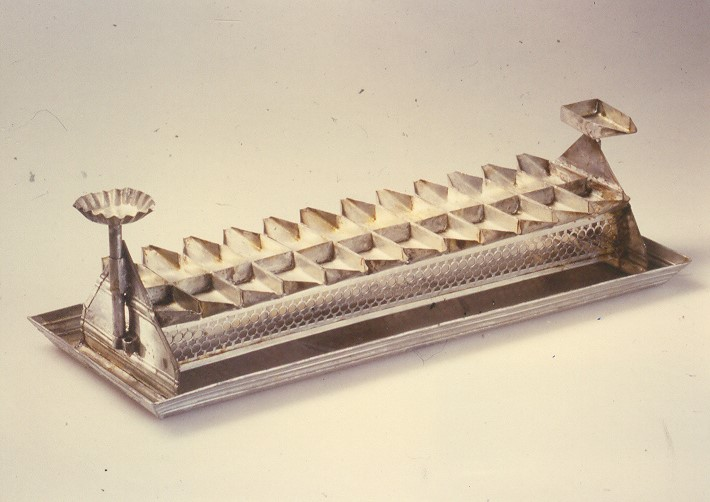
Chanukkia für drei Personen, 19. Jh., Sammlung des Jüdischen Museums der Schweiz

## Tradition

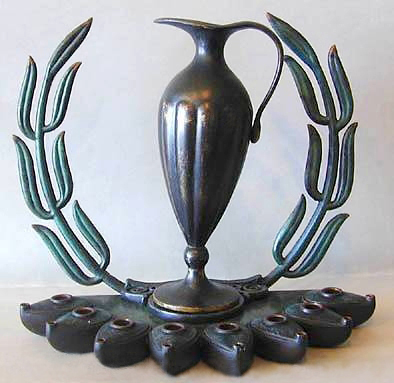
Pal-Bell Chanukkia 1948, Maurice Ascalon

Das Chanukkafest feiert die Wiedereinweihung des Tempels nach dem erfolgreichen Makkabäeraufstand gegen die von den Seleukiden gestützten hellenisierten Juden, die im Jerusalemer Tempel JHWH mit Zeus gleichgesetzt und entsprechend verehrt hatten. Laut dem Talmud fanden die siegreichen Juden nur so viel rituell reines Olivenöl vor, dass es die Menora lediglich einen Tag lang zu speisen vermochte, der Brennstoff hielt jedoch auf wundersame Weise acht Tage, bis genug neues geweihtes Öl vorhanden war.

## Ritual
Die Chanukkia wird erst abends angezündet, ca. 20 Minuten nach Sonnenuntergang (am Sabbat entsprechend früher) und Männer wie Frauen werden dazu angehalten. Die Chanukkia wird, wenn möglich, draußen vor der Eingangstür, gegenüber der Mesusa platziert. Ansonsten wird sie in das Fenster gestellt, das von der Straße einsehbar ist, um das Wunder von Chanukka öffentlich zu verbreiten.
Zuerst wird der Schamasch angezündet, dann werden zwei (nur am ersten Tag drei) Brachot gesagt, bevor mit dem Schamasch alle anderen Kerzen angezündet werden: am ersten Abend die Kerze ganz rechts, am zweiten Abend zwei Kerzen ganz rechts (das Anzünden beginnt jedoch von links her) und so weiter, bis am achten Abend alle Kerzen brennen.

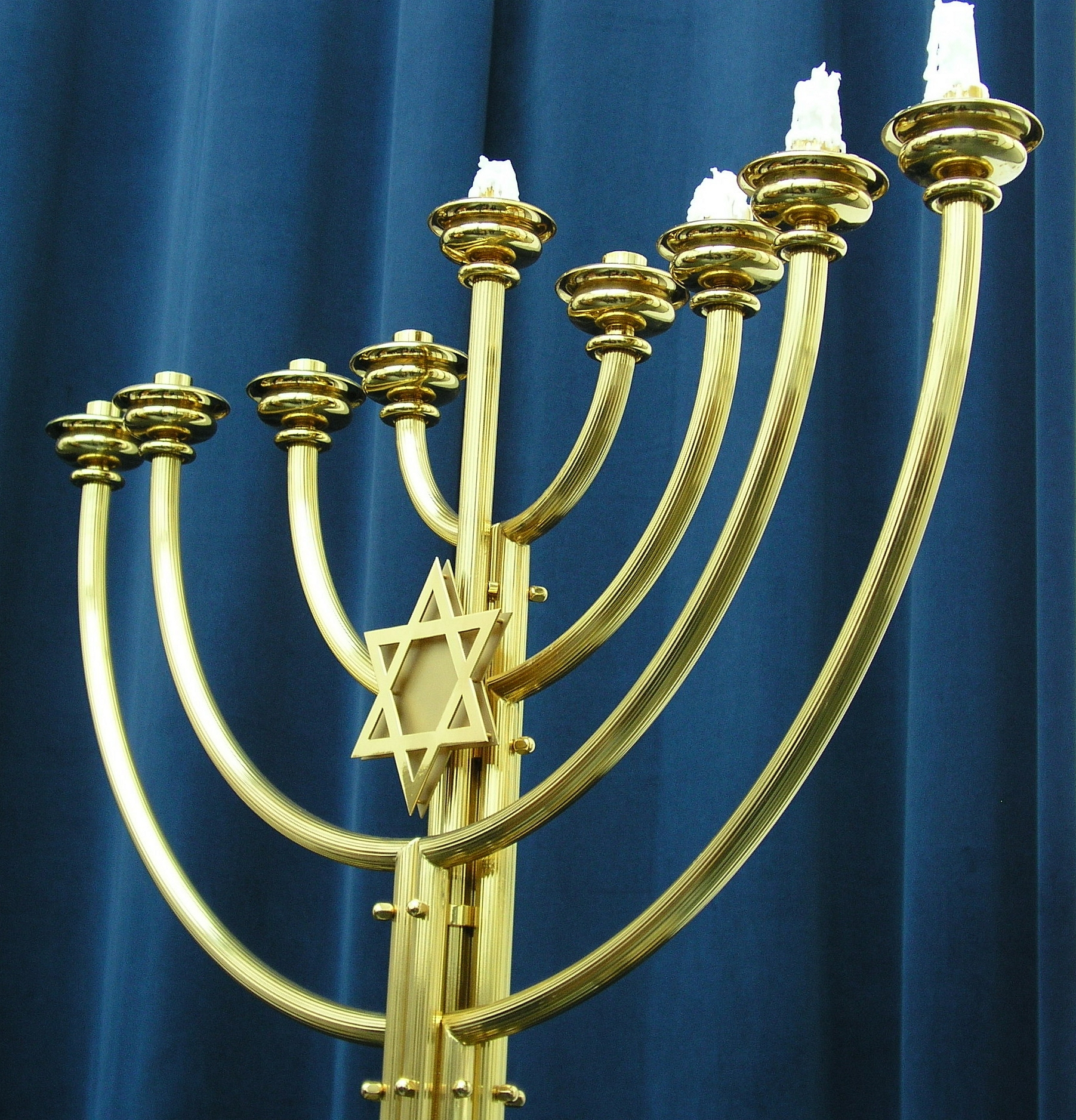
Chanukkia in der Grazer Synagoge
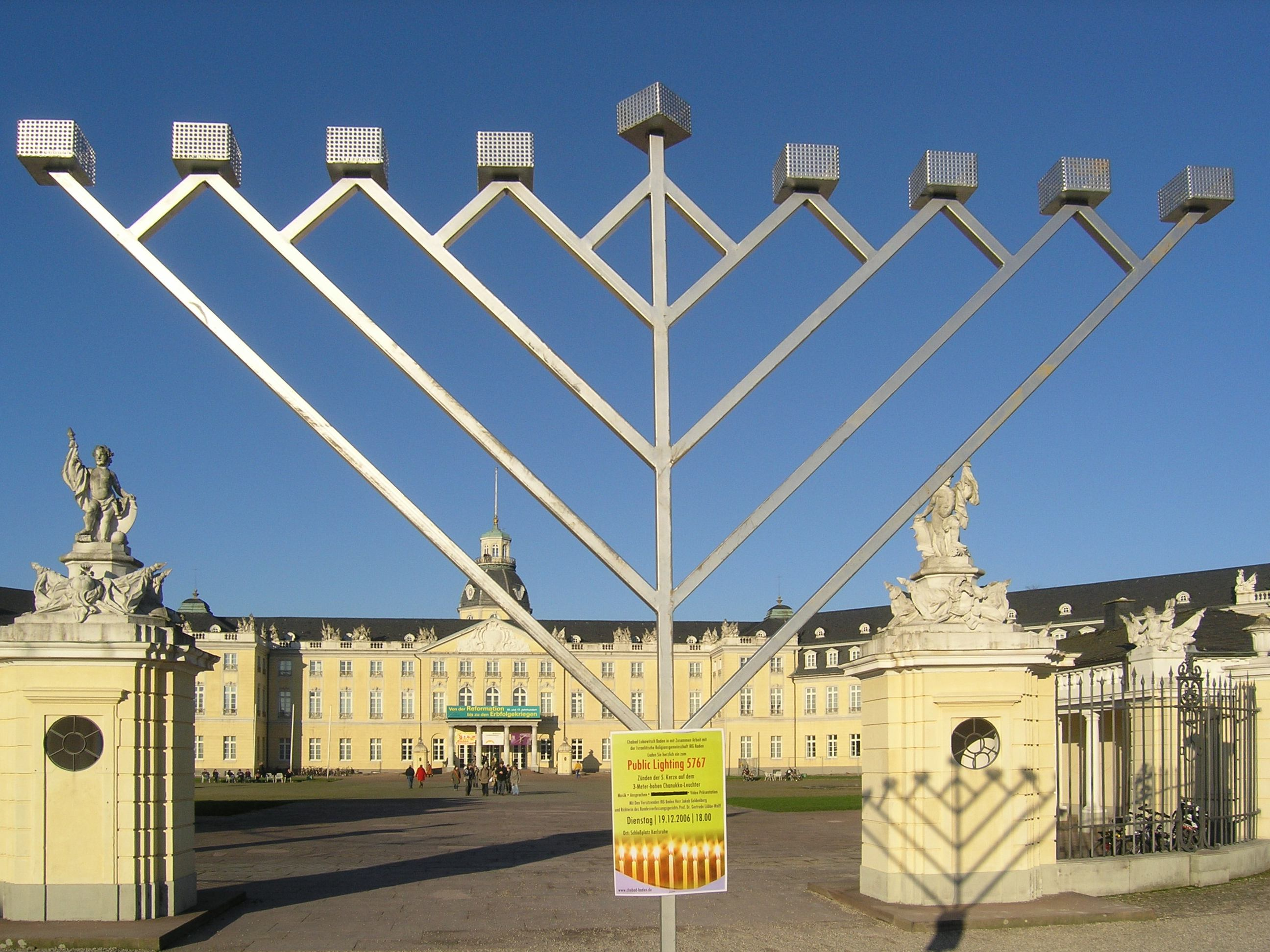
Chanukkia zur öffentlichen Begehung des Festes vor dem Schloss Karlsruhe
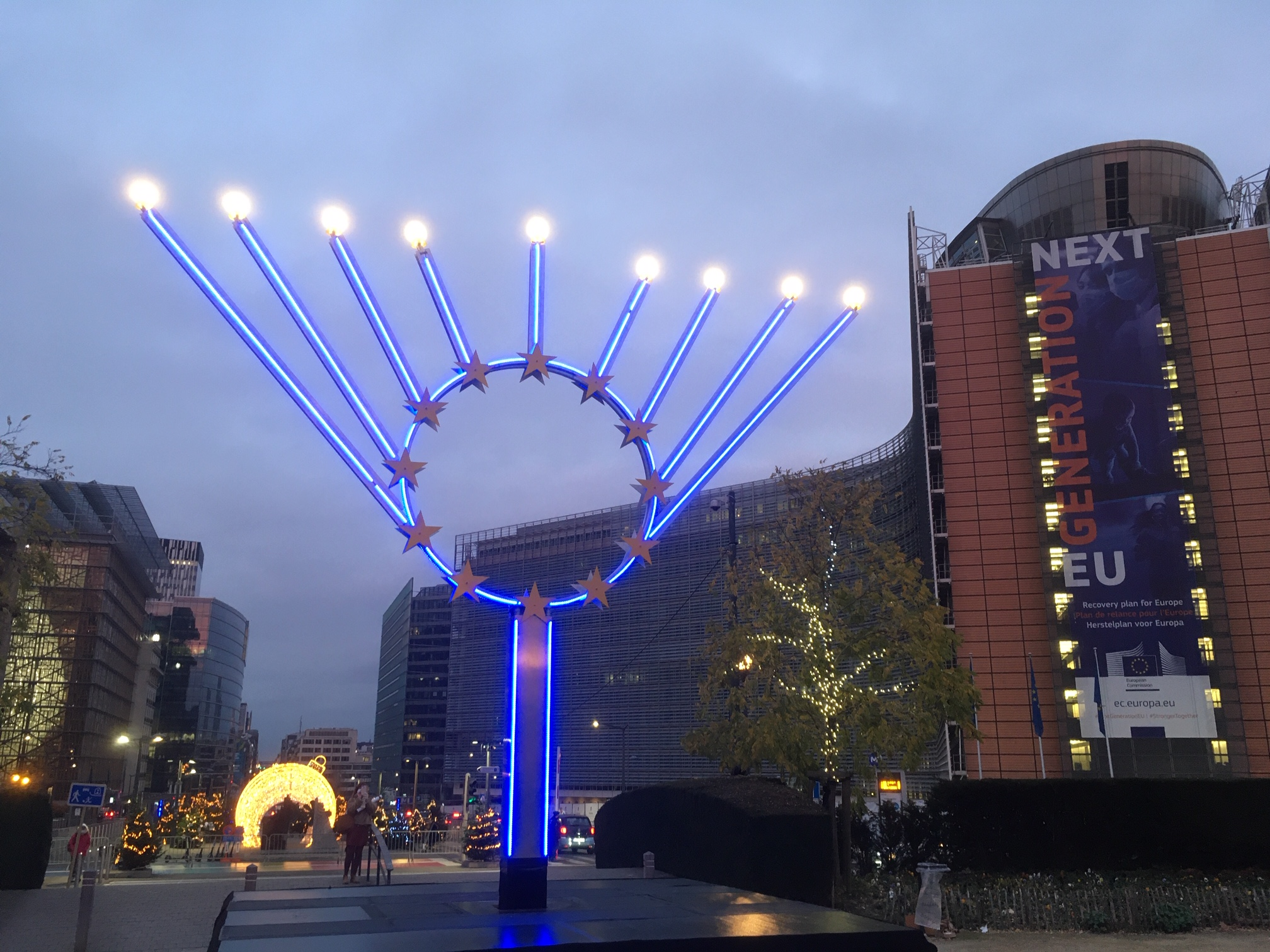
Chanukkia in Brüssel vor dem Berlaymont-Gebäude, dem Sitz der Europäischen Kommission 2020